# Jörg Hoffmann
Jörg Hoffmann (n. 15 martie 1963, Sondershausen, Republica Democrată Germană, Germania) este un sănier german, medaliat olimpic. A participat la 2 ediții ale Jocurilor Olimpice (1984, 1988) în care a câștigat o medalie de aur și o medalie de bronz.